# Râul Lupul, Tazlău
Râul Lupul sau Râul Albele este un curs de apă, afluent al râului Tazlău. Se formează la confluența a două brațe Pârâul Calului și Pârâul Bisericii